# ربيئة
الرَبيئة هي الجزء القيادي لتشكيل عسكري متقدم أي هي طليعة الجيش. ولها عدد من الوظائف، بما في ذلك البحث عن العدو وتأمين الأرض قبل وصول القوة الرئيسية.
ربيئة المحاربين أو الربيئة هو الناظر الذي يجلس على مكان عال ينظر منه لهم من يجيء.